# Pave Honorius 1.
Honorius 1. (død 12. oktober 638) var pave fra 27. oktober 625 til sin død.

## Baggrund
Ifølge Liber Pontificalis kom Honorius fra Campania syd for Rom og var søn af konsul Petronius.

## Pave
Han blev valgt til pave to dage efter sin forgænger Bonifatius' død. Honorius arbejdede for at fuldføre pave Gregor den Stores værk på områder som kristendommens fortsatte udbredelse på de britiske øer. Han genoptog missionsvirksomheden blandt sakserne, som var gået i stå, og virkede også for at lokke de arianske langobardere tilbage til kirken.
Tilsyneladende var han klar over udbredelsen af islam. Honorius havde friskt i minde, hvordan kristne retninger gensidigt havde bekæmpet hinanden, og måske håbede han på en forsoning mellem de ulige kristne retninger, når de i fællesskab var stillet overfor den nye religion. I sine breve begyndte han at støtte doktrinen om "én ånd" i treenigheden. Han anførte, at hvis Gud havde tre uafhængige viljer, ville resultatet blive et kaos.

## Kætterdømt
Længe efter sin død blev Honorius 1. dømt som kætter, fordi han lærte, at Kristus kun havde én vilje, mens det senere blev ortodoks lære, at der til gudmenneskets to naturer svarer to viljer, en menneskelig og en guddommelig, hvor den meneskelige vilje altid er underordnet den guddommelige. Derfor blev Honorius, sammen med andre tilhængere af læren om den ene vilje ("monoteletismen") fordømt på et kirkemøde i Konstantinopel i 680/81, "den 6. økumeniske synode".
Det blev meget pinagtigt for den katolske kirke med en kætterdømt pave; især da dogmet om pavens ufejlbarhed skulle vedtages i 1870. Man søgte affæren bortforklaret med udveje som
- at kirkemødet havde fejlet ved at dømme Honorius, eller
- at han havde tænkt ortodokst, men udtrykt sig misvisende, eller
- at han var blevet kætterdømt med rette, men at hans udtalelse ikke faldt "fra katederet" og dermed heller ikke behøvede at være ufejlbarligt.[6]